# Hemtex
Hemtex är en svensk butikskedja inom hemtextilier och inredning, grundat 1973.
År 2016 hade Hemtex totalt 162 butiker: 138 butiker i Sverige, 19 butiker i Finland och 5 butiker i Estland. Av butikerna var 145 ägda av Hemtexkoncernen och 18 av franchiseföretag.
Under gemensamt varumärke säljer butikerna heminredningsprodukter med tonvikt på hemtextil. Hemtexkoncernens årsomsättning uppgick per den 31 december 2014 till totalt 1 046 miljoner kronor.
Hemtex var från 23 oktober 2015 till 14 maj 2019 ett helägt dotterbolag inom Ica Gruppen. I Icas dagligvaruhandlar hette det ”Hemtex24h”. Ica Gruppen sålde Hemtex till det norska hemtextilkedjan Kid ASA. Men går fortfarande under namnet Hemtex i Sverige.